# Meenoplus kassiphone
Meenoplus kassiphone är en insektsart som beskrevs av Rauno E. Linnavuori 1973. Meenoplus kassiphone ingår i släktet Meenoplus och familjen Meenoplidae. Inga underarter finns listade i Catalogue of Life.